# Trần Hạnh
Trần Hạnh (12 tháng 3 năm 1929 – 4 tháng 3 năm 2021) là một nghệ sĩ sân khấu và truyền hình Việt Nam. Ông là Nghệ sĩ Nhân dân nổi tiếng với các vai ông bí thư đảng ủy trong phim Làng nổi, bố An trong phim Truyện cổ tích tuổi 17, bố Lài trong Tướng về hưu, ông Khiển trong phim Người cầu may, ông Lâm trong phim Chiếc bình tiền kiếp, bố Mai trong phim Hãy tha thứ cho em,...

## Sự nghiệp
Trần Hạnh sinh ra và lớn lên ở Hà Nội. Cụ thân sinh ra ông làm việc tại nhà máy in Ngô Tử Hạ ở phố Nhà thờ, còn mẹ ông là một thương gia nhỏ. Nhưng rồi, hạnh phúc chưa được bao lâu thì trong một cơn đau yếu, bố ông đã ra đi để lại vợ con côi cút. Mồ côi cha từ năm 8 tuổi, ông đã phải sống tự lập rất sớm. Để giúp mẹ nuôi sống gia đình, ông làm nghề đóng giày thuê ở phố Tràng Tiền . Vừa đóng giày, Trần Hạnh vừa tham gia sinh hoạt diễn kịch ở Câu lạc bộ Thanh niên (của Thành đoàn Hà Nội). Trong câu lạc bộ có nhiều người bạn sau này đã trở thành những tên tuổi gạo cội trong làng kịch Việt Nam như: Doãn Hoàng Giang, Trọng Khôi, Đoàn Dũng...
Ông lập gia đình khi 23 tuổi, vợ ông là hàng xóm cùng ngõ Phát Lộc (Hàng Bạc, Hà Nội), được bà nội sắp xếp. Dù đã vợ con nhưng không sao bỏ được những buổi "chơi" kịch cùng với ban kịch Thanh niên Hà Nội. Khi mọi người vào học khóa đầu tiên đào tạo diễn viên chính quy của trường Sân khấu thì ông đành phải rẽ ngang về Đoàn kịch Hà Nội bởi lý do duy nhất là phụ cấp ở đó cao hơn 10 đồng.
Ông đã có được những vai diễn xuất sắc trên sân khấu Nhà hát Kịch Hà Nội với nhiều giải vàng, bạc ở các liên hoan sân khấu toàn quốc. Thời hoàng kim của ông là cuối những năm 70, đầu 80 của thế kỷ trước, khi vào vai Nguyễn Trãi trong vở kịch thơ Lam Sơn tụ nghĩa (huy chương vàng Liên hoan Kịch toàn quốc), đảm nhận một vai chính trong vở Tiền tuyến gọi hay trong Âm mưu và tình yêu được dựng bởi đạo diễn Nguyễn Đình Nghi. Trong tập sách Người Hà Nội, Lưu Quang Vũ viết: "Bốn, năm người đóng vai Nguyễn Trãi, riêng Trần Hạnh có phong thái hào hoa của người Hà Nội". Tổng Bí thư Trường Chinh đã tìm ông và khen ông đóng Âm mưu và tình yêu: "Anh đóng hay lắm, tôi không biết dùng từ thế nào nhưng có thể nói là nó rất lãng mạn".
Ông về hưu rời Nhà hát Kịch Hà Nội năm 1989. Khởi nghiệp bằng sân khấu kịch và đoạt giải thưởng trong một số Liên hoan sân khấu Toàn quốc nhưng Trần Hạnh lại được công chúng biết đến nhiều qua các vai diễn trong phim truyền hình.
Trong đóng phim, vai đầu tiên của ông vai nam chính cho phim Chiếc bình tiền kiếp của Đạo diễn Nguyễn Hữu Phần. Sau đó là hàng loạt phim khác, như Tướng về hưu, Hãy tha thứ cho em, Cỏ lau, Người đàn bà thứ hai, Làng nổi,...
Vai diễn truyền hình đầu tiên, và cũng là vai mà ông tâm đắc nhất là vai ông Cần trong phim Cuốn sổ ghi đời của đạo diễn Tất Bình.
Ở Liên hoan Phim Việt Nam lần thứ 11 – 1996, ông đoạt giải Nam diễn viên xuất sắc nhất trong phim Nước mắt đàn bà (ban tổ chức không gửi giấy mời ông tới nhận giải). Tại Liên hoan Truyền hình toàn quốc năm 2010, ông được vinh danh ở hạng mục Giải thưởng Cống hiến cho vai diễn của ông trong phim Ngõ lỗ thủng, đạo diễn Quốc Trọng.
Những vai diễn của ông đã đi vào lòng công chúng với vẻ khổ hạnh, đáng thương, những vai nông dân hiền lành, chất phác mặc dù ông là người Hà Nội gốc.
Năm 2017, ông tham gia vào bộ phim Cha cõng con với vai diễn là ông mù.
NSND Trần Hạnh qua đời ở tuổi 92, lúc 2 giờ 50 phút tại nhà riêng, ngày 04 tháng 3 năm 2021 vì tuổi cao sức yếu.

## Phim đã tham gia
| Năm  | Tựa phim                                | Vai diễn                | Đạo diễn                          | Kênh          | Nguồn |
| ---- | --------------------------------------- | ----------------------- | --------------------------------- | ------------- | ----- |
| 1989 | Chiếc bình tiền kiếp                    | Lâm                     | Nguyễn Hữu Phần                   | Phim điện ảnh |       |
| 1991 | Mối tình sau song sắt                   | Sư thầy                 | Nguyễn Khắc Lợi                   | Phim điện ảnh |       |
| 1988 | Bến đợi                                 |                         | Nguyễn Khải Hưng                  | VTV1 VTV2     |       |
| 1993 | Cỏ lau                                  | Bố của Lực              | Vương Đức                         | Phim điện ảnh |       |
| 1994 | Cuốn sổ ghi đời                         | Ông Cần                 | Đặng Tất Bình                     | VTV1 VTV2     |       |
| 1995 | Những người sống bên tôi                | Ông Đoán                | Đặng Tất Bình                     | VTV1 VTV2     |       |
| 1995 | Nước mắt đàn bà                         |                         | Trịnh Thanh Nhã                   | VTV1 VTV2     |       |
| 1995 | Mẹ Nết                                  | Ông Bính                | Phạm Thanh Phong                  | VTV1 VTV2     |       |
| 1995 | Tu hú gọi bầy                           |                         | Bùi Cường                         | VTV1 VTV2     |       |
| 1996 | Nàng kiều trúng số                      | Cụ Mùi                  | Lê Đức Tiến                       | H1            |       |
| 1996 | Ngày trở về                             | Bố Tuấn                 | Trần Phương                       | VTV3          |       |
| 1996 | Bến bờ                                  |                         |                                   | H1            |       |
| 1996 | Đông ki ra thành phố                    | Ông Đổng                | Lê Đức Tiến                       | VTV3          |       |
| 1996 | Con sẽ là cô chủ                        |                         | Hà Lê Sơn                         | H1            |       |
| 1996 | Đêm trắng                               | Tá                      | Bạch Diệp                         | VTV3          |       |
| 1997 | Chuyện đời                              |                         | Triệu Tuấn                        | VTV1          |       |
| 1997 | Giọt nước mắt giữa hai thế kỷ           | Ông Đường               | Trần Phương - Nguyễn Thế Vĩnh     | H1            |       |
| 1997 | Hoàng hôn dang dở                       | Bố Thư                  | Trần Phương                       | VTV1          |       |
| 1997 | Vợ chồng chị Hòa                        | Ông nội Đông            | Bùi Cường                         | VTV3          |       |
| 1997 | Chuyện đời thường                       |                         | Phó Bá Nam                        | VTV3          |       |
| 1998 | Bạn cùng lớp                            |                         | Đoàn Trúc Quỳnh                   | VTV3          |       |
| 1998 | Tình đời                                |                         | Đỗ Thanh Hải                      | H1            |       |
| 1998 | Gà ô tử mỵ                              |                         | Đoàn Quốc Thắng                   | VTV3          |       |
| 1998 | Đám cưới đêm mưa                        |                         | Hoàng Thanh Du                    | H1            |       |
| 1998 | Những người thợ xẻ                      | Bố của Ngọc             | Vương Đức                         | (điện ảnh)    |       |
| 1998 | Sau lũy tre làng                        | Ông Thậm                | Vũ Phạm Từ                        | VTV3          |       |
| 1999 | Về quê                                  | Ông Hào                 | Xuân Hồng                         | VTV1          |       |
| 1999 | Người thổi tù và hàng tổng              | Bố Kiên                 | Phi Tiến Sơn                      | VTV3          |       |
| 1999 | Vui buồn sau lũy tre                    | Ông Hào                 | Bạch Diệp                         | VTV1          |       |
| 1999 | Câu hát tìm nhau                        |                         | Phạm Đông                         | H1            |       |
| 1999 | Chuyện bên sông                         |                         | Nguyễn Danh Dũng                  | VTV3          |       |
| 1999 | Câu chuyện mùa xuân                     | Bảo vệ                  | Đỗ Thanh Hải                      | VTV1          |       |
| 2000 | Vào Nam ra Bắc                          | Ông Bình                | Phi Tiến Sơn                      | (điện ảnh)    |       |
| 2000 | Truyện đã qua                           | Điền                    | Trần Phương                       | VTV1          |       |
| 2000 | Cảnh sát hình sự: Bí mật hồ hang rắn    | Sư cụ                   | Nguyễn Khải Hưng                  | VTV3          |       |
| 2000 | Dòng sông chảy xiết                     | Bố Vỹ                   | Bùi Huy Thuần                     | VTV3          |       |
| 2000 | Sứ giả làng                             | Ông giáo Hiển           | Đỗ Minh Tuấn                      | VTV3          |       |
| 2000 | Người nổi tiếng                         | Tài                     | Bạch Diệp                         | VTV3          |       |
| 2000 | Kẻ không cầu may                        | Ông Thuật               | Bạch Diệp                         | VTV3          |       |
| 2001 | Đôi dòng                                | Ông Lịch                | Vũ Trường Khoa                    | VTV1          |       |
| 2001 | Nước mắt chảy xuôi                      |                         | Cao Mạnh                          | H1            |       |
| 2001 | Bóng dáng người cha                     | Ông Hải                 | Nguyễn Anh Tuấn                   | VTV3          |       |
| 2001 | Nhớ quê                                 | Ông Sáng                | Cao Mạnh                          | H1            |       |
| 2001 | Thời gian còn lại                       | Ông Ký                  | Vũ Trường Khoa                    | VTV3          |       |
| 2002 | Những người đã hết thời                 | Lão đào vàng            | Bùi Huy Thuần                     | VTV1          |       |
| 2002 | Không còn gì để nói                     | Ông Nội                 | Nguyễn Khải Hưng                  | VTV3          |       |
| 2002 | Bác cả người sung sướng                 | Ông Túy                 | Trần Lực                          | VTV3          |       |
| 2002 | Vua bãi rác                             | Ông Hạnh                | Đỗ Minh Tuấn                      | Phim điện ảnh |       |
| 2003 | Tin lành tháng chạp                     |                         | Nguyễn Danh Dũng                  | VTV1          |       |
| 2003 | Chuyện xảy ra trước tết                 | Cụ Trùm Chí             | Đào Duy Phúc - Nguyễn Mạnh Hà     | VTV3          |       |
| 2003 | Người ở bến sông                        |                         | Nguyễn Danh Dũng                  | VTV3          |       |
| 2003 | Em ở nơi nao                            |                         | Nguyễn Long Khánh                 | VTV3          |       |
| 2003 | Lễ mừng thọ                             | Ông Vỹ                  | Triệu Tuấn                        | VTV1          |       |
| 2003 | Người thừa của dòng họ                  |                         | Nguyễn Hữu Trọng - Trịnh Lê Phong | VTV3          |       |
| 2003 | Miền nhớ                                | Ông Hiệp                | Nguyễn Trọng Thắng                | VTV3          |       |
| 2003 | Cảnh sát hình sự: Phía sau một cái chết | Ông bán vé số           | Trọng Trinh                       | VTV3          |       |
| 2003 | Gió thổi qua rừng                       |                         | Triệu Tuấn                        | VTV1          |       |
| 2004 | Thời xa vắng                            | Ông đồ                  | Hồ Quang Minh                     | Phim điện ảnh |       |
| 2004 | Tuổi thơ trở lại                        | Ông Đại                 | Đỗ Minh Tuấn                      | H             |       |
| 2004 | Hoa đào ngày tết                        | Bố Hải                  | Xuân Sơn                          | VTV3          |       |
| 2004 | Những giấc mơ dài                       | Ông già                 | Đỗ Đức Thành                      | VTV3          |       |
| 2005 | Miền đồi ấm áp                          | Ông Nghĩa               | Nguyễn Hữu Luyện - Duy Thanh      | VTV3          |       |
| 2005 | Chuyện tình vùng quê                    | Bố Thăng                | Lê Cường Việt                     | VTV3          |       |
| 2005 | Xóm gà trống                            | Ông Độ                  | Nguyễn Danh Sơn                   | VTV3          |       |
| 2005 | Lửa than                                | Ông Mạnh                | Phạm Văn Quý                      | VTV1          |       |
| 2007 | Khách đến chơi xuân                     | Bố vợ                   | Nguyễn Mạnh Hà                    | VTV1          |       |
| 2007 | Ngày đó đến bây giờ                     | Bố Văn                  | Xuân Sơn                          | VTC1          |       |
| 2007 | Đời người và những chuyến đi            |                         | Nguyễn Hữu Trọng - Trịnh Lê Phong |               |       |
| 2007 | Cổng trường thời mở cửa                 | Ông Bảnh                | Triệu Tuấn                        | VTV1          |       |
| 2008 | Nếp nhà                                 | Ông Đức                 | Triệu Tuấn                        | VTV3          |       |
| 2008 | Con đường sáng                          | Bố Dưỡng                | Phạm Việt Thanh, Nguyễn Đức Việt  | Hà Nội 1      |       |
| 2008 | Mường động                              |                         |                                   | VTV3          |       |
| 2009 | Đất thiêng                              | Trưởng họ               | Triệu Tuấn                        | VTV3          |       |
| 2009 | Ngõ lỗ thủng                            | Ông Thống               | Trần Quốc Trọng                   | VTV1          |       |
| 2009 | Người đàn bà thứ hai                    | Bố Đạt                  | Vũ Hồng Sơn - Đỗ Chí Hướng        | VTV3          |       |
| 2009 | Đi qua bóng tối                         | Ông Ninh                | Vũ Minh Trí                       | VTV1          |       |
| 2009 | Bước nhảy xì tin                        | Trưởng xóm              | Vũ Trường Khoa                    | VTV3          |       |
| 2010 | Bà nội không ăn bánh pizza              | Ông bán báo             | Nguyễn Khải Anh - Bùi Tiến Huy    | VTV3          |       |
| 2010 | Vệt nắng cuối trời                      | Ông Nội                 | Trần Hoài Sơn                     | VTV3          |       |
| 2012 | Giới hạn cuối cùng                      | Ông Phúc                | Đỗ Gia Chung                      | VTV3          |       |
| 2013 | Làng ma - 10 năm sau                    | Nông dân                | Nguyễn Hữu Phần                   |               |       |
| 2014 | Bão qua làng                            | Ông Lợi                 | Trần Quốc Trọng - Lê Mạnh         | VTV1          |       |
| 2015 | Khép mắt chờ ngày mai                   | Bố Thân                 | Vũ Trường Khoa                    | VTV3          |       |
| 2017 | Cha cõng con                            | Ông lão (tại bệnh viện) | Lương Đình Dũng                   | (điện ảnh)    |       |

## Giải thưởng và vinh danh
Ông là một trong những nghệ sĩ đầu tiên được Nhà nước phong tặng danh hiệu Nghệ sĩ ưu tú vào năm 1982 – 1984.
Trần Hạnh được phong tặng danh hiệu Nghệ sĩ Ưu tú năm 1984. Ông đã từng 3 lần đoạt Huy chương vàng trong các vở kịch Nguyễn Trãi, Tiền tuyến gọi, Hamlet, giải Nam diễn viên xuất sắc tại Liên hoan phim Việt Nam lần thứ 11 với phim Nước mắt đàn bà và nhiều giải thưởng khác.
Tại Liên hoan Truyền hình toàn quốc năm 2010, ông nhận giải Cống hiến cho vai ông Thống trong phim Ngõ lỗ thủng của đạo diễn Quốc Trọng.
Tháng 5 năm 2018, ông được đặc cách xét tặng danh hiệu Nghệ sĩ nhân dân. Tuy mới đoạt một giải Cống hiến (tương đương giải Vàng) tại Liên hoan Truyền hình toàn quốc 2010 và không đủ số huy chương theo quy định, nhưng Trần Hạnh có nhiều đóng góp cho sân khấu, phim truyền hình. Hồi tháng 3, Trần Hạnh được Sở đặc cách đưa vào danh sách xét trao danh hiệu NSND vì hóa thân vào nhiều vai diễn "có sức lan tỏa, đồng thời có hình ảnh đúng mực trong cuộc sống". Theo Nghị quyết 54/NQ – CP ký ngày 18 tháng 7 năm 2019, ông được phong tặng danh hiệu NSND.

## Gia đình
Ông Trần Hạnh tâm sự, cuộc đời thực của ông có khi còn buồn và khổ hơn phim. Gần chục năm, ông phải tự tay cơm nước, chợ búa, giặt giũ, chăm sóc cho người vợ bị liệt nửa người sau một lần bị tai biến mạch máu não . Năm 2011. vợ ông mất vì bị tai biến sau hai năm nằm liệt giường, ở tuổi 84, ông dù già yếu vẫn phải chăm cậu con trai út 47 tuổi bị ngớ ngẩn (15 năm trước, anh bị tai nạn xe máy chấn thương sọ não). Ông thân gà trống nuôi con phải chợ búa, cơm nước, rau cháo, giặt giũ hàng ngày, đi đâu làm gì thì đúng giờ cơm ông phải xắm nắm trở về nhà để lo cho con .
Vợ chồng nghệ sĩ Trần Hạnh có tất cả bảy người con (2 trai, 5 gái) nhưng giờ chỉ còn bốn . Trước kia, ngôi nhà hơn chục mét vuông của ông nằm trong khu Trần Quý Cáp chật chội, dột nát quanh năm với 9 nhân khẩu.

## Câu nói
"Sinh ra, mỗi người đã có một số phận. Không thể thay đổi thì đừng than vãn, hãy học cách chấp nhận đứng trên mọi nỗi đau".